# Kiko World Football
Kiko World Football (também conhecido como Puma World Football, World Football 98 ou Futebol Mundial 98) é um jogo eletrônico de futebol criado pela Ubisoft em 1998 (antes da Copa do Mundo FIFA de 1998). O jogo contou com o futebolista Kiko Narváez para sua publicidade.

## Curiosidades
A Kiko World foi posterior e gratuitamente distribuída como advergaming na compra de produtos Danone com o título Danone World Football, que incluía um anúncio para essa marca no intervalo.
Também apareceu com outros nomes em edições de baixo custo, como World Football e Kiko World Football '98.